# 模擬市民3：春夏秋冬
《模擬市民3：春夏秋冬》（中国大陆又译「模拟人生3：四季」）是《模擬市民3》的第八款資料片，于2012年11月13日推出。遊戲中新增了四季天氣系統——春季時下雨、打雷和冰雹、夏季的炎熱天氣使人面紅耳熱、秋季時滿地落葉、冬季時下著使人醉心的白雪，這都使玩家能享受到各個季節帶來的樂趣和真實感。在这部资料片中，玩家能种植作物，种植果树，钓鱼，用新鲜农作物调制的果蔬汁有特别的功效。

## 游戏
玩家可以在不同的天气中体验每不同的活动，每个季节也有独特的节日,模拟市民可以自主参加节日活动,(如:模拟市民可以在夏季参加大胃王比赛，在秋季参加南瓜雕刻大赛，在冬季打架可以打雪仗或去滑雪和溜冰.)模拟市民也可以全年海中游泳(但在冬季极其可能因温度过低而冻死),踢足球等其他活动.

## 游戏玩法
在本次的资料片中添加了新的模拟市民感受状况，(如:感冒,温暖等)具有这些特征的模拟人物将会感受到极端的温度所带来的各种现象(如:过于寒冷或过于炎热的所带来的愉快或讨厌的心理感受).并且在一些极端天气或极端温度中模拟市民也很有可能会因天气状况过于恶劣而感冒，也可能因为长时间在晒太阳而被晒黑或在雷阵雨天气中外出被闪电击中.
在此次的资料片中玩家也可以根据个人喜好更改季节时间(如:夏季的时间可以比冬季的时间还要短或者没有冬季.)除外本次的资料片中也添加了一些外星人内容，虽然此次的添加的内容是基于于“模拟人生2”中的外星人内容进行添加，但部分内容有所改进或更新。

### 季节性
在此次资料片中增添了一些季节性家具，玩家可根据个人喜好或不同季节摆放不同的物品和装饰来装点房屋。
在此次资料片添加了一些季节性家具和服饰，(如:雪地靴、泳装和雨衣。)并且在“创建模拟市民”中添加了服饰过滤器，允许玩家在被选定的特定资料片或物品包中查找服饰.

#### 节日
在所添加的季节中,每个不用的季节会有四个节日:康乐节、情人节、万圣节、圣诞节。所有节日均在每个季节的最后一个星期的星期四举行。若因其它因素问题，节庆活动无法正常的在星期四举行,它将在本季的最后一天进举行。
节日无法在游戏的选项菜单中禁用.
玩家还可以根据当前所处的季节、假期或节日，使用不同的季节性物品和装饰品进行装饰，且每个季节都有一个大型节日庆祝活动,节日通常在公园举行。

#### 天气
在此资料片中有主要有五种类型的天气状况：雨/闪电、晴天、冰雹、雪和雾。其中雨包括不同程度的雨，包括小雨、中雨、暴雨、雷阵雨。模拟市民可以在踩着水坑使雨水飞溅起来，此举可提高模拟市民的乐趣制，除外，在某种情况下,这种行为可以起到灭火作用或者给植物浇水.
一年中随时都可能下雨，但雨量会因季节而异。大部分的降雨多发与春天时,当有暴风雨时,会伴随着产生雷电和雷声.
在此次的资料片中有一个新的革命性更新,如风的风向,天空云朵的变化都会成为某种天气发生的火灾.(比如:云越来越厚或暗,这通常意味着风暴即将临近,并且园艺植物也可能受到天气的影响,如果下雨或下雪,雪和雨将聚集在道路上,并且温度会是影响积雪在地面或树木上的形成程度或蒸发的速度,在秋天模拟市民可以耙叶,而且城镇也会伴随着季节或天气的变化而导致社区外观发生变化(如:在发生暴风雪天气时,路面积雪,能见度极低.

## 其余内容
该资料片分为两个版本:常规版与限量版。限量版主要囊括了一些独家家具:冰雪休闲社区,优雅冰冻吧台,酒吧凳,酒吧桌子等其他以冰雪主题的家具或建筑物品

## 外部連結
- 《模擬市民3：春夏秋冬》官方網站[永久] （英文）
- The Sims Wiki上的相关条目：《模擬市民3：春夏秋冬》（英文）